# 切普拉諾協議 (1080年)
切普拉諾協議是天主教皇額我略七世與諾曼人於1080年6月29日簽署的協議。根據協議，教皇與羅拔•古伊斯格（英語：Robert Guiscard）結盟，並承認諾曼人的佔領地。